# Fredrik Anderson (politiker)
Fredrik Anderson, född 16 juli 1842 i Karlskrona, död 24 november 1906 i Halmstad, var en svensk kommunpolitiker och pedagog.
Anderson var son till flaggunderofficeren Frans Oskar Anderson. Han blev student vid Lunds universitet 1860, filosofie kandidat 1867, filosofie doktor 1868 och företog därefter en studieresa till Tyskland, Schweiz och Belgien. 1864 blev han vikarierande adjunkt vid Karlskrona högre elementarläroverk, var extralärare vid Lunds högre elementarläroverk 1865-66 och  1867-68, lärare vid Lunds privata elementarskola 1866-68 och rektor vid samma skola 1869-74. Anderson blev amanuens vid astronomiska observatoriet i Lund 1868, docent i astronomi vid Lunds universitet 1870, blev lektor i matematik och fysik vid högre allmänna läroverket i Halmstad 1874 och var folkskoleinspektör i Halmstad 1877-1902. Han var stadsfullmäktig från 1877, stadsfullmäktiges vice ordförande 1879-86 samt ordförande 1887-97. Anderson var ledamot av läroverkskommittén 1882-84, landstingsman 1887-1904, ordförande i styrelsen för riksbankens avdelningskontor i Halmstad från 1901.
Han blev riddare av Vasaorden 1885 och riddare av Nordstjärneorden 1892.